# 海洋冒険小説

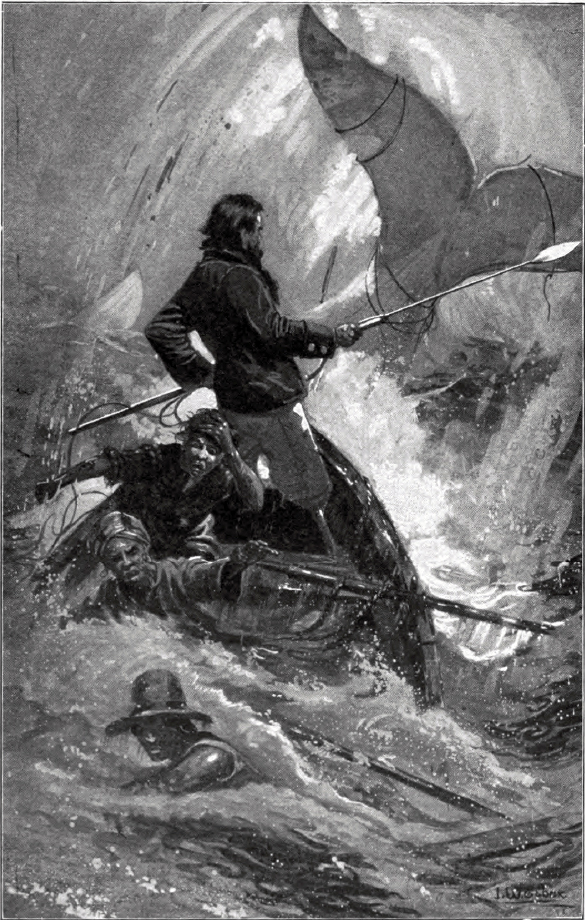
アメリカの有名な海洋小説の1つである『白鯨』の1902年の印刷版のイラスト

海洋冒険小説（かいようぼうけんしょうせつ）は、海洋を舞台とした小説で、海洋小説、海洋文学とも呼ばれる冒険小説の一分野。海および航海と人間の関係に焦点を当て、商船、軍艦、漁船、救命ボートなどや港などが登場し、海軍冒険小説とされるものも含む。
歴史ロマンス、ファンタジー、戦争小説、児童文学、旅行記、社会問題小説、心理小説などに含まれることもある。

## 歴史
There I heard nothing

but the roaring sea,

the ice-cold wave.

At times the swan's song

I took to myself as pleasure,

the gannet's noise

and the voice of the curlew

instead of the laughter of men,

the singing gull

instead of the drinking of mead.

Storms there beat the stony cliffs,

where the tern spoke,

icy-feathered;

海の物語は、ホメロスの叙事詩『オデュッセイア』、古英語の詩『The Seafarer』、アイスランドの『赤毛のエイリークのサガ』(1220-1280年頃)や、リチャード・ハクルート『Voyages』(1589年)のようなヨーロッパ初期の旅行記など、海とその文化的重要性を示す、冒険や旅行の物語を背景に長く書き続けられてきた歴史がある。
18世紀には、ベルンハルト・クラインが海洋小説に関する学術コレクションで「海洋小説」の定義の中で記したように、ヨーロッパ文化はさまざまなテーマのレンズを通して「海」についての見方を獲得し始めた。
それは第一に海によってもたらされた経済的機会、次にロマン主義の影響によるものだった。
まず1712年にジョゼフ・アディソンは、「海は自然の中の崇高なものの原型である。これまでに知るもの中で海や大洋ほど私の想像力に影響を与えたものは無い」と規定している。
世紀の末にサミュエル・テイラー・コールリッジの物語詩「老水夫行」(1798年)では、海洋が「自然そのままの領域であり、認知されている文明の脅威からの避難場所」という概念を示した。
だが19世紀の海を創造した最も大きな功績はバイロンにある。
バイロン「チャイルド・ハロルドの巡礼(Childe Harold's Pilgrimage)」(1812–16年)
There is a pleasure in the pathless woods,
There is a rapture on the lonely shore,
There is society where none intrudes,
By the deep Sea and music in its roar.

### 初期の作品

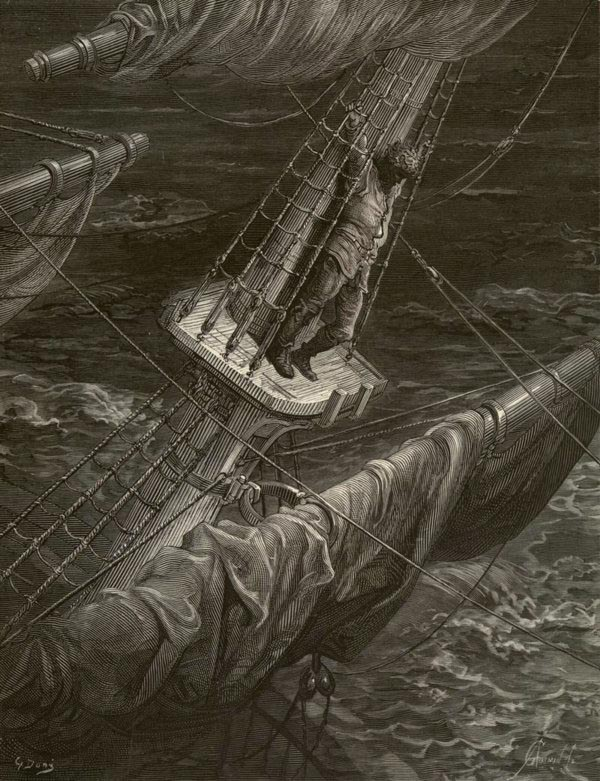
サミュエル・テイラー・コールリッジ『老水夫行』(1798年)挿絵（ギュスターヴ・ドレ、1876年版）

19世紀初頭まで、海の文化に特に焦点を当てたジャンルとしての海洋小説は注目を集めなかった。
しかしイギリスでは海への関心が強く、17世紀以降から航海者の経験の記録、実話等が多く出版されており、ウィリアム・ダンピアの経験を記した『世界周航記』(1697年)はベストセラーになり、ダンピアが1708-11年に行った世界周航にて救出したスコットランドの船員アレキサンダー・セルカークの漂流実話をモデルにして、ダニエル・デフォーの『ロビンソン・クルーソー』(1719年)が書かれた。
海における生き方を扱った作品は、18世紀にも書かれていて、デフォー『Captain Singleton』(1720年)や、悪名高いイギリスの海賊である「黒髭」やキャラコ・ジャックなどを扱った『海賊史』(1724年)などがあり、1748年には、トバイアス・スモレットがイギリス海軍で軍医の同僚だった経験をもとにした、ピカレスクロマン『ロデリック・ランダムの冒険』を発表した。

### 19世紀

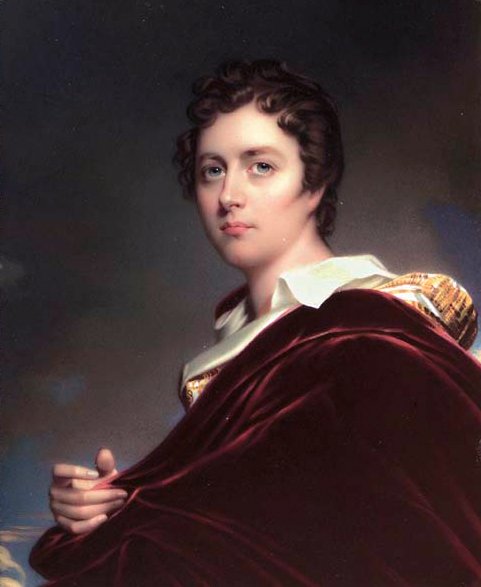
「チャイルド・ハロルドの巡礼」「海賊」などを書いたバイロン

ジョナサン・ラバンは、初期の海洋小説ではロマン主義、とりわけバイロンが最も著名であり、以後の海洋冒険小説への期待を作り出した作品の作者であるジェイムズ・フェニモア・クーパーとフレデリック・マリアットの二人を含め、「作家志望のための手段としての海」を生んだと指摘している。
批評家のマーガレット・コーエン(Margaret Cohen)は、クーパーの『水先案内人(The Pilot)』が最初の海洋小説であり、マリアットの『ピーター・シムプル』(1833年)などはこの形式を踏襲しており、このジャンルのパイオニアと言えるとしている。
批評家のルイス・イグレシアスは、この二人の作家以前に海を扱った小説は、「海岸からの視点で海を見る傾向」があり、海上の生活に馴染みの薄い陸上の人達の文化全体に対する、海洋文化の影響に焦点を当てていると述べ、ジェイン・オースティンの小説が、プロットの上で海が重要な役割を果たしているが、実際の海の文化が「周縁的な存在」に位置付けられているために、このジャンルを代表してはいないことを例に挙げている。また同様に『ロビンソン・クルーソー』(1719年)、『モル・フランダーズ』(1722年)、『ロデリック・ランダムの冒険』(1748年)などの初期のイギリス小説も、海に馴染みのない人物を海軍の世界に置くことで、陸に縛られた社会をより理解させようとしていて、一般に海洋小説に期待される没入感を満足させていないと述べている。
クーパーやマリアットの作品のような題材や特徴に続くものとして、ウージェーヌ・シュー、エドゥアール・コルビエール、フレデリック・シャミエ、ウィリアム・グラスゴックなど多くのヨーロッパの著名な作家がこのジャンルを試みた。
ウォルター・スコットの『海賊』(1821年)に触発され、クーパーは最初の海洋小説と言われる『水先案内人』(1824年)を書いた。
クーパーは『海賊』における海洋文化の描写が不正確であることに不満も抱いていたが、ウォルター・スコットが作り出した歴史小説ジャンルのさまざまな要素を取り入れている。クーパーの小説はアメリカで海洋小説への興味を喚起し、エドガー・アラン・ポー『ナンタケット島出身のアーサー・ゴードン・ピムの物語』や、マチューリン・マリー・バロウのような人気作家がこのジャンルの小説を書くようになった。このジャンルが知られるようになったことはノンフィクションにも影響を与えた。批評家のジョン・ペックは、リチャード・ヘンリー・デイナの『帆船航海記』(1840年)は、クーパー後の海洋小説と同様のスタイルで、同様に国家と男性のアイデンティティというテーマを扱っていると述べている。
フェニモア・クーパーはフランスのウージェーヌ・シューにも影響を与え、彼の海軍での経験がその最初の小説『Kernock le pirate』(1830年)、『Atar-Gull』(1831年)、『La Salamandre』(1832年)、『ラ・クカラチャ』(1832-1834年)などに生かされており、またこれらはロマン主義運動による作品でもある。
アレクサンドル・デュマ（大デュマ）もクーパーを賞賛し、クーパーの『水先案内人』の続編として『ポール船長』(1838年)を書いた。
エドゥアール・コルビエールは船員としての経歴を持ち、『Les Pilotes de l'Iroise』(1832年)、『Le Négrier, aventures de mer』(1834年)など多くの海洋小説を残した。
イギリスでは、海洋小説はしばしばフレデリック・マリアットが祖であるとされ、その作品の多くは海を舞台としたものであった 。マリアットの作品にはナポレオン戦争中のイギリス海軍にいた経験が反映されており、この時の指揮官だったトマス・コクランは後にパトリック・オブライアンの「オーブリー&マチュリンシリーズ」にインスピレーションを与えた。
マリアット作品は、ヒロイズム、士官の行動、海軍の慣習の改革がテーマとなっている。これは19世紀初期におけるイギリスでの海軍のあり方を巡って広範に議論された文化的考察の一つでもある。
マリアット作品では一貫して、男らしさとこの時代の海軍文化が中心テーマとなっており、イギリスの急速な変化における、入り組んだ歴史の瞬間に彼なりに取り組む姿勢が示されていると、ペックは指摘している。
マリアットの作品はまた、1830年代のナポレオン戦争の退役軍人である、M.H.ベイカー、フレデリック・シャミエ、ウィリアム・グラスゴック、エドワード ハワード、ウィリアム J. ニールなどによる小説執筆を促すことになり、これらの作家は海軍の公的イメージを反映し、擁護することが多い。
さまざまな社会的および政治的改革運動の議論が広くなされた時期にあって、これらの作家による小説は、海軍改革に関心のある人々の文章とは異なり、海軍に対するより保守的で支持的な見方を強調しているが、マリアットの小説は海軍を支持している面もありつつ、不安な一面も提示しているとペックは指摘していて、ユニークなものとして扱われる傾向がある。

### 19世紀後半

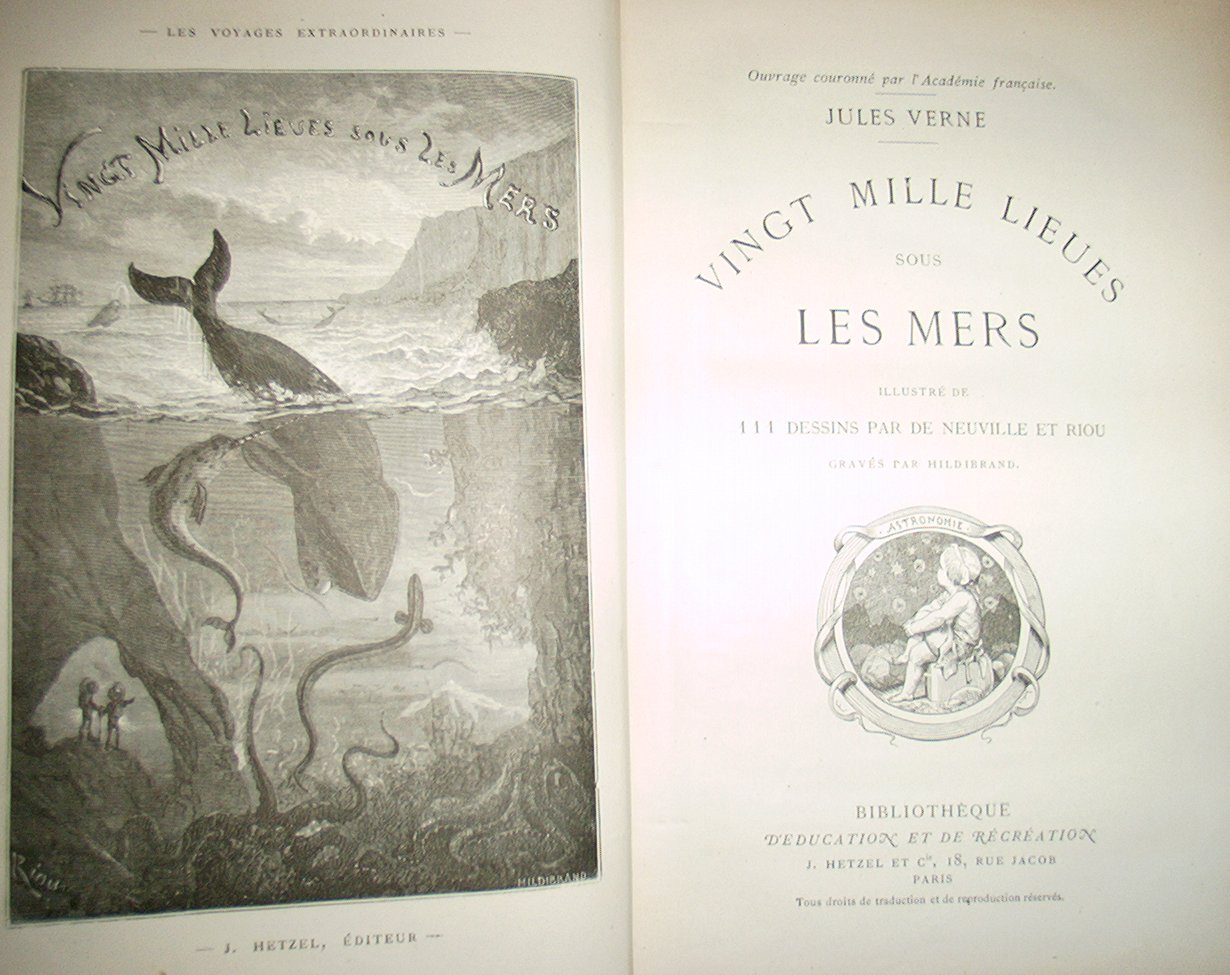
ジュール・ヴェルヌ『海底二万里』(1870年)扉

海洋小説という形が小説のジャンルとして定着していくとともに、ヨーロッパとアメリカの作家によりこのジャンルの著名な作品、例えばハーマン・メルヴィル『白鯨』、ヴィクトル・ユーゴー『海の労働者』、ジョゼフ・コンラッド『闇の奥』『ロード・ジム』などが生まれた。
ジョン・ペックは、メルヴィルとコンラッドを、冒険小説のジャンルで活躍したクーパーやマリアットよりも優れた小説家であり、「海洋小説の二人の偉大な英語作家」と述べている。
また機会と国家アイデンティティの肯定に満ちた海洋経済の隆盛期に書かれた初期の小説とは異なり、これらの作家の小説は「海洋を基盤とした経済秩序が崩壊しつつある時期」に書かれた。
このジャンルは、アメリカのネッド・バントライン、イギリスのチャールズ・キングズリー、フランスのジュール・ヴェルヌなど、多くの人気作家に影響を与えた。
メルヴィルの小説には海が登場することが多く、最初の5つの作品は海軍の船員たちの冒険を扱ったもので、しばしば男同士の友情が扱われる（『タイピー』(1846)、『オムー』(1847)、『マーディ』(1849)、『レッドバーン』(1849)、『白いジャケツ』(1850)）。
『白鯨』はメルヴィルの最も重要な作品であり、「偉大なアメリカ小説」とも呼ばれ、D.H.ロレンスは「これまでに書かれた最も偉大な海の本」と呼んだ。
この作品は捕鯨船のエイハブ船長が語り手のイシュマエルを精神的な旅に引き込むが、後のコンラッド『闇の奥』でもこのテーマは現れている。
イギリスの広大な世界帝国を維持するための海軍力の重要性は、多くの海洋テーマ小説につながった。
これらの中には、エリザベス・ギャスケル『シルヴィアの恋人たち』(1863年)のように、海については触れただけで、海の世界は陸の社会生活の引き立て役となっているものもある。
しかし19世紀において、特に上流階級について書くとき、イギリスの小説家は海に焦点を当てることが多くなった。
これらの作品では、航海は強い社会的批判の場となり、運を掴むためにオーストラリアへ旅する人物を描いたアントニー・トロロープ『ジョン・カルディゲート』(1877年)、ヨット趣味を扱ったウィルキー・コリンズ『アーマデイル』(1866年)ながあり、ウィリアム・クラーク・ラッセルの、特に最初の2作『ジョン・ホールズワース一等航海士』(1875年)と『グロブナー号の遭難』(1877年)は、ビクトリア朝時代のイギリスの社会的不安が描かれている。
イギリスで文学作品が海の物語を取り入れたのと同時期、最も人気の分野である冒険小説でも同様であり、マリアットがその代表例である。
ジョン・ペックはこのサブジャンルが、少年向けの本に与えた影響を強調している。
これらの小説では、若い男の人物が、しばしば道徳的に漂白された、冒険、恋のもつれ、家庭内のあつれきを経験する。
チャールズ・キングズリーはこの分野で最も知られた作家であり、執筆した100冊を超える少年向けの本には、『ウェストワード・ホー!』など海をテーマにしたものが多い。
他の著者では、R.M.バランタイン『サンゴ礁』
(1858年)、G.A.ヘンティ『ドレイクの旗の下で』(1882年)、ロバート・ルイス・スティーヴンソン『宝島』(1883年)、ラドヤード・キプリング『勇ましい船長』(1897年)などは、いずれも大人にも読まれ、海軍冒険小説の可能性を広げる役割を果たした。
スティーヴンソンの他の作品では、『誘拐されて』『カトリーナ』『バラントレーの若殿』『引き潮』などでも、船上での重要なシーンがある。

### 20世紀以降

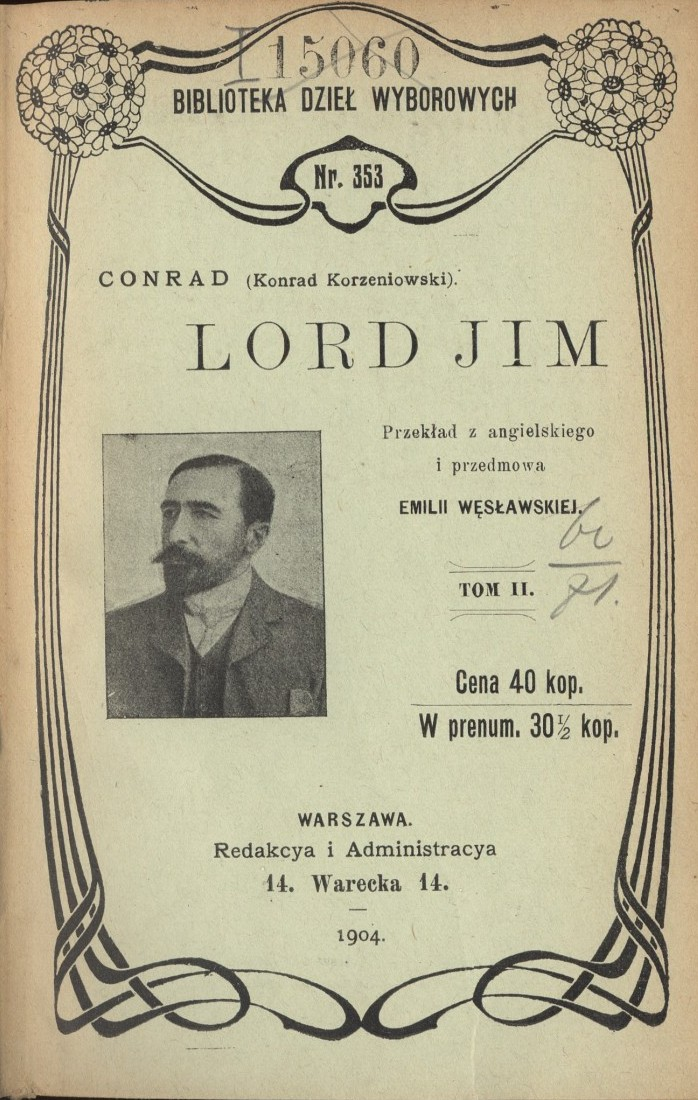
ジョゼフ・コンラッド『ロード・ジム』(1904年)ポーランド語版カバー

20世紀の小説家たちは、それまでの伝統を拡張していく。ジョゼフ・コンラッドはモダニストであり、のヴィクトル・ユーゴーの『海の労働者』(1866年)、ジョン・フランクリン卿の遭難船を捜索する1857-59年の遠征についてのレオポルド・マクリントックの著作、ジェームズ・フェニモア・クーパーやフレデリック・マリアットの作品など、初期の航海もの作品からインスピレーションを得た。
コンラッドは、フランスとイギリスの商船でキャリアを積んで船長まで昇進し、作品のほとんどはこの船員としての経験を元に描かれていて、最も有名な小説『闇の奥』(1899年)は、ベルギーの商社での3年間の勤務に基づいている。他に『文化果つるところ』(1896年)、『ナーシサス号の黒人』(1897年)、『ロード・ジム』(1900年)、『颱風』(1902年)、『チヤンス』(1913年)、『レスキュー』(1920年)、『放浪者』(1923年)などがある。
世紀初頭には他にも多くの作家が海洋小説を書き始めた。ジャック・ロンドンの『シー・ウルフ』(1904年)は、キプリング『勇ましい船長』の影響がある。ウェールズの作家リチャード・ヒューズの小説は4作だけだが、その中で最も有名なのは海賊の冒険『ジャマイカの烈風』(1929年)で、ハリケーンに巻き込まれた商船を描く『大あらし』(1938年)もある。
詩人で小説家のジョン・メイスフィールドは、船員の経験もあり、船を放棄せざるを得なくなった中国茶運搬船の乗組員の冒険を描いた『The Bird of Dawning』(1933年)を書いた。
イギリスの著名な海洋小説家、C.S.フォレスターと、パトリック・オブライアンの2人は、現代の海軍小説の形を作った。後のアレグザンダー・ケントやダドリー・ポープなど多くの作家は、フォレスターやオブライアンによるイギリス海軍でキャリアを積んでいく士官や水兵を描く様式を参考にしている。
フォレスターやオブライアンと同時代に、他にも著名な作家がこのジャンルの作品を書いている。ニコラス・モンサラットの『怒りの海』(1951年)は、第二次世界大戦中の若い海軍士官を描いており、短編集『'H.M.S. Marlborough Will Enter Harbour』(1949年)と『The Ship That Died of Shame』(1959年)も映画化により人気を博した。
ウィリアム・ゴールディングも海洋生活について書いた重要な作家で、『ピンチャー・マーティン』(1956年)は、溺れた船員が最期の瞬間の妄想を記している。
ゴールディングのポストモダニズム三部作『To the Ends of the Earth』は、19世紀初めのオーストラリアへの航海を描いたもので、ジェーン・オースティン、ジョセフ・コンラッド、ハーマン・メルヴィルの伝統を幅広く取り入れていて、ゴールディングの歴史学的メタフィクションの中で最も多彩な要素を持っている。
スウェーデンの作家フランス・G・ベングトソンは、ヴァイキング・サガ小説『Röde Orm』二部作(1941,45年)で広く知られるようになったが、これは西暦1000年頃を舞台に、英雄オームが少年時代に誘拐されて地中海地域で経験を積み、その後東に遠征して現在のロシアに到達するもので、1963年に『長い船団』として映画化された。
21世紀では、デンマークの小説家カールステン・イェンセンの叙事詩小説『Vi, de druknede』(2006年)には、デンマークとプロイセン王国間の第一次シュレースヴィヒ＝ホルシュタイン戦争から第二次世界大戦までの海と陸の生活が、デンマークのエーロ島にあるマースタル港と、そこの船員たちの航海を中心に描かれている。
20世紀以降の人気作品として、アリステア・マクリーン『女王陛下のユリシーズ号』(1955年)、ブライアン・キャリスン『無頼船長トラップ』(1974年)、ブライアン・フリーマントル『バウンティ号の叛乱』(1977年)、デューイ・ラムディン「アラン、海へゆくシリーズ」(1989年-)、ジュリアン・ストックウィン「トマス・キッドシリーズ」(2001年-)などがある。

## 日本の作品

### 近代まで

小林多喜二『蟹工船』映画版ポスター(1953年)

日本では明治時代に書かれた政治小説において「海外雄飛思想とナショナリズムに裏打ちされた作品として、矢野龍渓『『浮城物語』(1890年)、末広鉄腸『南洋之大波瀾』(1891)などの海洋冒険小説が生まれ、また幸田露伴『いさなとり』(1891年)では捕鯨シーンが描かれ、村上浪六『海賊』では駿河大納言ゆかりの男が海賊になる物語として書かれた。1916年に九州で起きた難破事故を題材にして野上弥生子は『海神丸』(1922年)を書く。
プロレタリア文学の中では、葉山嘉樹の第一次世界大戦前後の貨物船や石炭船での海員生活の経験を元にした、船員労働者の搾取を描く『海に生くる人々』(1926年)などの「マドロス物」や、ソ連領海で操業する船内の実態を描く小林多喜二『蟹工船』(1929年)などが書かれた。
昭和となって、大佛次郎『ごろつき船』(1928年)では蝦夷松前藩の家老や船問屋の争いの物語で、海上の追跡や戦闘シーンなどの活劇が繰り広げられ、作者は「西洋の冒険小説、海洋小説に近いものを打ち出したかった」と自選集にて述べている。1937年には江戸末期の土佐漁民で難破してアメリカ船に救助されたジョン万次郎について井伏鱒二『ジョン万次郎漂流記』が書かれ、井伏鱒二には源平合戦における瀬戸内海での平家の敗走を題材にした『さざなみ軍記』(1938年)もある。また、1899年に小笠原諸島にあったとされる新鳥島の探検に向かい、ホノルルからの帰路でミッドウェー島近くの岩礁の小島に漂着した船員たちを描いた実話、須川邦彦『無人島に生きる十六人』(1943年)も書かれている。
近松門左衛門『国性爺合戦』以来、明の鄭成功の物語は人気が高かったが、その父鄭芝龍が南海で活躍する海洋小説である長谷川伸『国姓爺』(1942年)、陳舜臣が鄭芝龍、鄭成功を題材にした『風よ雲よ』(1973年)、『旋風に告げよ』(1977年)、伴野朗『南海の風雲児・鄭成功』(1991年)など関連作品が書かれており、またそれ以前の明の提督鄭和の7回の航海を描いた伴野朗『大航海』(1984年)もある。

### 現代
戦後には、吉田満『戦艦大和ノ最期』(1952年)、吉村昭『戦艦武蔵』(1966年)などの、海軍を題材にした戦史小説が書かれ、海軍の従軍経験のある阿川弘之は『山本五十六』(1965年)などの海軍軍人の評伝や、『軍艦長門の生涯』(1975年)など海軍を題材にした作品を残している。水産庁の漁業調査船に船医として半年間乗り組んだ北杜夫は、その体験をエッセイ『どくとるマンボウ航海記』(1960年)として書いて人気となり、またアルチュール・ランボオ「酔いどれ船」のイメージにに触発された、江戸時代に太平洋を漂流した船乗りの子孫たちの海外に憧れる人生を描く『酔いどれ船』(1972年)も書く。沖縄の本土復帰運動における、戦後にこの地域を跋扈した海賊たちを題材にして笹沢左保『沖縄海賊』(1965年)が書かれた。開高健は、アラスカから北米、南米、欧州、アフリカ、アジアの各地を旅して、海・川・湖での釣り紀行を記し『フィッシュ・オン』(1971年)、『オーパ、オーパ!!』（アラスカ篇 1983年、カリフォルニア・カナダ篇 1985年）なども人気を得た。

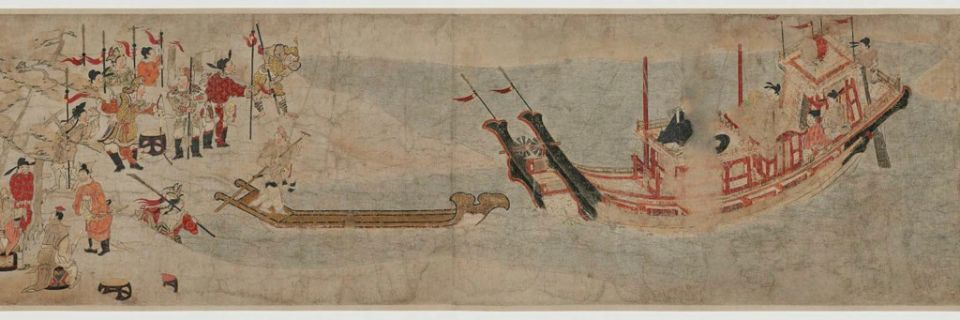
吉備真備らの遣唐使船が唐に着いたところ（『吉備大臣入唐絵巻』12-13世紀頃）

奈良時代の遣唐使は、船の構造や航海術のために風向きなどの条件によって、無事に辿り着き、また帰国できるか確かではなかったが、天平5年（733年）に出立した遣唐使が苦難の航海の末に僧鑑真をともなって帰朝した経緯を井上靖『天平の甍』(1957年)では描いており、またこの時に派遣された平群広成の船が漂流して南方の崑崙国に流され、北方の渤海国を経て帰国するまでの道のりが、日本文学研究者の上野誠による『天平グレート・ジャーニー - 遣唐使・平群広成の数奇な冒険』(2012年)で描かれている。
平安時代に反乱を起こした海賊である藤原純友を描いた作品としては、海音寺潮五郎『海と風と虹と』(1967年)、北方謙三『絶海にあらず』(2005年)がある。
元寇と当時のアジアと日本の関係を描いた作品に海音寺潮五郎『蒙古来たる』(1954年)があり、また北方謙三は南北朝時代を題材にした「北方太平記」と呼ばれる一連の作品のうちで、上松浦党水軍が第三次元寇に立ち向かう『波王の秋』(1996年)を書いている。
倭寇をはじめとする海賊を題材とした時代小説に、村上元三『八幡船』(1958年)、南條範夫『海賊商人』(1958年)、早乙女貢『八幡船伝奇』(1978年)、白石一郎『海狼伝』(1986年)、倭寇の船に乗り込んだ雑賀鉄砲隊の青年らの戦いを描く津本陽『天翔ける倭寇』(1990年)、笹沢佐保『海賊船幽霊丸』(2003年)、和田竜『村上海賊の娘』(2013年)などがあり、戦国時代の水軍である武田水軍の向井正綱を描く隆慶一郎『見知らぬ海へ』(1994年)がある。

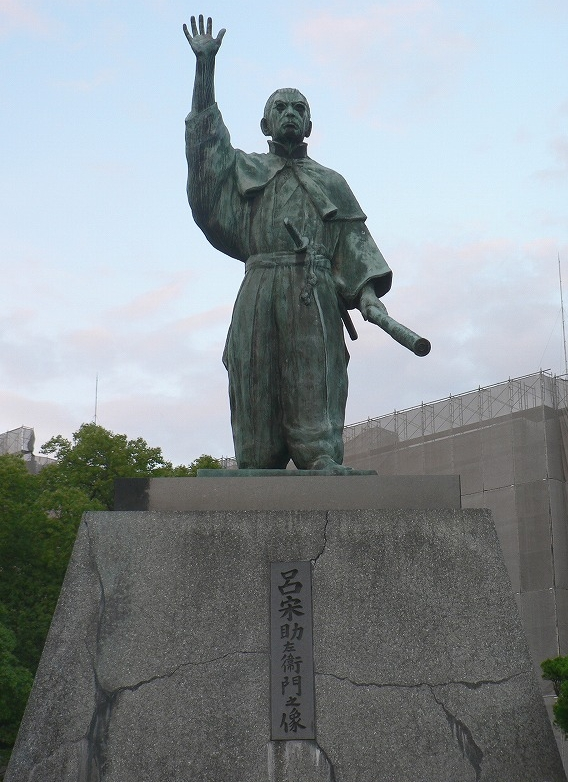
『黄金の日日』主人公呂宋助左衛門の銅像（堺市）

安土桃山頃の海運商人呂宋助左衛門を題材にして、南條範夫『海賊商人』(1958年)、早乙女貢『呂宋助左衛門』(1977年)、城山三郎『黄金の日日』(1978年)などが書かれ、早乙女貢は大坂城を落ち延びた豊臣秀頼ら一行が海路で薩摩落ちする『海の琴』(1973年)もある。江戸時代のタイオワン事件で知られる朱印船貿易の船長浜田屋弥兵衛を描く高橋義夫『南海風雲録』(1995年)も書かれた。江戸後期に北前船、北方交易などで豪商となり"海の百万石"とも称された加賀の海運商人銭屋五兵衛を描く作品として、舟橋聖一『海の百万石』(1955–56年)、童門冬二『海の街道』(1994年)、南原幹雄『銭五の海」(1995年)がある。
漂流事故を題材にした作品として、ロシアに流れ着いた大黒屋光太夫を描いた井上靖『おろしや国酔夢譚』(1968年)、土佐の米運送船が嵐で遭難して無人島に漂着して生還するまでを描く吉村昭『漂流』(1976年)、尾張から江戸に向かう千石船で遭難し北アメリカに漂着した水夫達を描く三浦綾子『海嶺』(1981年)などがある。
また捕鯨を題材にした小説に津本陽『深重の海』(1978年)、神坂次郎『黒鯨記』(1989年)がある。
南洋航路で天竺を目指した唐の僧義浄の冒険談である仁木英之『海遊記 義浄西征伝』(2011年)も書かれる。
現代的海洋冒険小説としては、1977年に『マラッカ海峡』『喜望峰』の2長編書き下ろしでデビューした、一等航海士の経歴を持つ谷恒生は多くの海洋冒険小説を発表し、また若き日の小西行長がマラッカに渡る冒険を描く時代小説『戦国の嵐』(1988年)も書いた。西村寿行は、某国の原子力潜水艦を奪う作戦を描く『赤い鯱』(1979年)、海上保安庁の捜査官が海上の事件を追う『遠い渚』(1979年)、荒くれ者の船員の集まった貨物船がさまざまな困難に立ち向かう『無頼船』(1981年)など、海を舞台にした冒険小説のシリーズがある。田中光二はSF的な設定を盛り込んだ、海を舞台にした冒険小説『わが赴くは蒼き大地』(1974年)、『怒りの大洋』『大海神』『大漂流』三部作(1978-80年)などを書いている。志水辰夫『飢えて狼』(1981年)は択捉島潜入の仕事を請負う男の物語、『裂けて海峡』(1983年)は大隅海峡付近での遭難事故で弟を亡くした男が国家機関から追われることになる。日露戦争における海軍の人々を描く作品としてはC・W・ニコル『盟約』(1999年)があり、日本海に沈んだバルチック艦隊の財宝をめぐる冒険ミステリー南里征典『黄金海峡』(1981年)がある。
池澤夏樹は、漂着した南の島での生活を描く『夏の朝の成層圏』(1984年)や、カリブ海でイルカやクジラと交流するジャック・マイヨールと過ごした日々の記録『クジラが見る夢』(1994年)などを書いている。世界各地の紀行文のある椎名誠には、少年たちが無人島に漂着する冒険物語『ずんが島漂流記』(1999年)などがある。
福井晴敏『亡国のイージス』(1999年)は、海上自衛隊のミサイル護衛艦が工作員によって反乱を起こすというストーリー。
日本船舶振興会会長も務めた曽野綾子の『陸影を見ず』(2000年)は、1992-93年に使用済み核燃料プルトニウムをフランスから日本にを運搬した輸送船「あかつき丸」をモデルにした航海を描いたもので、また曽野は会長時代に海洋文学大賞の選考委員長、実行委員長も務めた。有川浩『海の底』(2005年)は、謎の深海生物が地上を襲う物語。
熊谷達也は東日本大震災をきっかけに、気仙沼市をモデルにした年代記＜仙河海サーガ＞として、明治三陸地震の津波被害を経てラッコ・オットセイ猟などで海に生きる男の物語『浜の甚兵衛』(2016年)などや、イルカウォッチングの島に現れたシャチを追跡する物語として『モビィ・ドール』(2005年)を書いている。服部真澄『深海のアトム』(2014年)では、東北地方で海洋資源開発が計画される中で東日本大震災に襲われる。
他に多島斗志之『海賊モア船長の遍歴』『海賊モア船長の憂鬱』、鈴木光司『楽園』の前半部、景山民夫『遠い海から来たCOO』等がある。

## 児童文学
児童文学のジャンルでは上に挙げた『宝島』、『海底二万里』の他にアーサー・ランサムの『ツバメ号』シリーズ、海洋詩人、ジョン・メイスフィールドの『ニワトリ号一番のり』などがある。
日本語作品としては、川村たかしの『熊野海賊』があげられる。

## SF派生作品
最近では宇宙SFのなかで海洋冒険小説に大きく影響されたものが復権し、人気を博している（古くは、『銀河辺境シリーズ』A・バートラム・チャンドラー 作や、テレビシリーズ「スタートレック」がある）『銀河の荒鷲シーフォート』シリーズ（デイヴィッド・ファインタック）や『紅の勇者オナー・ハリントン・シリーズ』（デイヴィッド・ウェーバー）が例にあげられよう。
“イギリス海軍物”との共通点は軍隊としての、規律・指揮官の苦悩・懲罰処刑の舞台背景および、敵勢力より劣る戦力で主人公が機転を利かせて危機を乗り切るというストーリなど。「オナー・ハリントン」シリーズなどは、主人公のイニシャルがHHであることや、自国と敵国の体制や人物名がナポレオン戦争当時の英仏になぞらえてあることなど、ホーンブロワーシリーズへのオマージュであることがわかる構成になっている。

## 専門用語の日本語訳
帆船時代の各シリーズに関しては海事専門用語の日本語への翻訳が作品によって異なる事案が多くあり、同一の訳者であっても作品によって翻訳を変えていることがある。

### 例
- post captain：勅任艦長、正規艦長
- Commander：海尉艦長、将校艦長
- lieutenant：将校、海尉
- midshipman：見習士官、将校見習、士官候補生

## 注
1. ↑  Robert Foulke, The Sea Voyage Narrative. (New York: Routledge, 2002).
2. ↑  Essay on the sea in the Spectator 1712, quoted by Jonathan Raban, "Introduction" to The Oxford Book of the Sea. (Oxford: Oxford University Press, 1992), p. 8.
3. 1 2  Klein, Bernhard, "Introduction:Britain in the Sea" in Klein, Fictions of the Sea, pp. 1-10.
4. ↑  Jonathan Raban, "Introduction" to The Oxford Book of the Sea, p. 14.
5. ↑   北上次郎『冒険小説論』（「イギリス海洋小説補遺」）
6. ↑  A general history of the robberies & murders of the most notorious pirates. By Charles Johnson Introduction and commentary by David Cordingly. Conway Maritime Press (2002).
7. ↑  The Oxford Book of the Sea.(Oxford: Oxford University Prehttps://2ch-c.net/?gt=20220422222502&eid=7815879ss, 1992),p. 16.
8. 1 2  Iglesias, Luis (2006). “The'keen-eyed critic of the ocean': James Fenimore Cooper's Invention of the Sea Novel”. James Fenimore Cooper Society Miscellaneous Papers (Cooperstown, NY):  1–7 2015年1月27日閲覧。.
9. 1 2 3 4 5 6  Cohen, Margaret (2003). “Traveling Genres”. New Literary History 34 (3):  481–499. doi:10.1353/nlh.2003.0040. ISSN 1080-661X 2015年2月9日閲覧。.
10. 1 2 3 4  Peck, "American Sea Fiction", in Maritime Fiction, 98-106.
11. 1 2  Crane, James. “Love and Merit in the Maritime Historical Novel: Cooper and Scott”. Sullen Fires Across the Atlantic: Essays in Transatlantic Romanticism. Praxis Series.
12. ↑  Margaret Cohen, The Novel and the Sea. (Princeton, NJ: Princeton University Press, 2010), p. 170.
13. ↑  Margaret Cohen, The Novel and the Sea, p. 177.
14. 1 2 3 4  Susan Bassnett "Cabin'd Yet Unconfined: Heroic Masculinity in English Seafaring Novels" in Klein 'Fictions of the Sea
15. ↑  John Peck "Captain Marryat's Navy" in Maritime Fiction, pp. 50-69.
16. 1 2  Peck, pp. 50-69.
17. 1 2 3  Peck, pp. 107-126.
18. ↑  Peck, "Herman Mellville" in Maritime Fiction, 107-126.
19. ↑  Lawrence, D.H. (1923). Studies in Classic American Literature. London: Penguin Books. ISBN 9780140183771
20. 1 2 3  Peck, "Mid-Victorian Maritime Fiction", pp. 127–148.
21. ↑  Peck, "Adventures at Sea", pp. 149–164.
22. ↑  Peck, pp.149-164.
23. 1 2  Peck, pp. 149-164.
24. ↑  Najder, Z. (2007) Joseph Conrad: A Life. Camden House, pp. 41–42
25. ↑  Peck, "Joseph Conrad", pp. 165-185.
26. ↑  New York Review of Books
27. ↑  "John Masefield a Biographical Sketch. The Masefield Society
28. ↑  Good Reads
29. ↑  Groot, Jerome de (2009-09-23). The Historical Novel. Routledge. ISBN 9780203868966
30. ↑  Christine L. Krueger Encyclopedia of British Writers, 19th and 20th Centuries. Infobase Publishing, 2009, p. 257.
31. ↑  Crawford, Paul (2002). Politics and History in William Golding: The World Turned Upside Down. University of Missouri Press. p. 88. ISBN 9780826263049
32. ↑  NADAL, Marita (1994). “William Golding's Rites of Passage: A Case of Transtextuality”. Miscelánea: A Journal of English and American Studies 15.
33. ↑  Crawford, Paul (2002). Politics and History in William Golding: The World Turned Upside Down. University of Missouri Press. pp. 187–221. ISBN 9780826263049
34. ↑  Thompson, Howard (1964年6月25日). “The Long Ships (1963) Screen: 'The Long Ships':Widmark and Poitier in Viking Adventure”. The New York Times. 2024年5月19日閲覧。
35. ↑  < https://newrepublic.com/article/85793/we-drowned-carsten-jensen>Hillary Kelly New Republic
36. ↑  Book review: Carsten Jensen's 'We, the Drowned' by Peter Behrens, February 22, 2011
37. ↑  北上次郎『冒険小説論』（「海のロマン」）
38. ↑  葉山嘉樹『海に生くる人々』岩波文庫 1971年（蔵原惟人「解説」）
39. ↑  福島行一「解説」（『ごろつき船(下)』徳間文庫 1992年）
40. ↑  この漂流物語は、大道寺謙吉『冒険実話 りゅうすゐ丸漂流記』（共昌社 1903年）としても刊行されている（須川邦彦『無人島に生きる十六人』新潮文庫 2003年（椎名誠「痛快! 十六中年漂流記」））。
41. ↑  邦光史郎『物語 海の日本史』（第10章 古代の船）
42. ↑  邦光史郎『物語 海の日本史』（第23章 高田屋嘉兵衛と銭屋五兵衛）
43. ↑  郷原宏「解説」（『黄金海峡』徳間文庫 1987年）